# Pokal Slovenije 2024/25
Der Pokal Slovenije 2024/25 war die 34. Austragung des slowenischen Fußballpokalwettbewerbs der Herren.
Titelverteidiger war der NK Rogaška.

## Modus
Die Pokalsaison begann mit einer Vorrunde, die wie die 1. und 2. Runde des Wettbewerbs innerhalb der einzelnen interkommunalen Fußballverbände (MNZ) ausgetragen wurde. Die 6 Erstligisten kamen in der 1. Runde dazu, die 4 Teilnehmer im europäischen Wettbewerb in der 2. Runde.
In allen Begegnungen wurde der Sieger in einem Spiel ermittelt. In den Spielen der Vorrunde, 1. und 2. Runde kam es bei unentschiedenem nach der regulären Spielzeit von 90 Minuten direkt zum Elfmeterschießen. Ab der 3. Runde wurde bei einem Remis zusätzlich eine Verlängerung von zweimal 15 Minuten gespielt und falls erforderlich ein Elfmeterschießen.
Der Pokalsieger nahm an der 2. Qualifikationsrunde der UEFA Conference League 2025/26 teil.

## Teilnehmer
Insgesamt 179 Vereine nahmen in dieser Saison teil.
| Nogometna Liga 2023/24 (9) | Nogometna Liga 2023/24 (9) | Nogometna Liga 2023/24 (9) | Nogometna Liga 2023/24 (9) | Nogometna Liga 2023/24 (9) | Nogometna Liga 2023/24 (9) |
| --- | --- | --- | --- | --- | --- |
| - NK Aluminij - NK Bravo | - NK Celje - NK Domžale | - FC Koper - NK Maribor | - NŠ Mura - NK Olimpija Ljubljana | - NK Radomlje | |
| MNZ Celje (13) | MNZ Gorenjske Kranj (19) | MNZ Koper (9) | MNZ Lendava (16) | MNZ Ljubljana (30) | MNZ Ljubljana (30) |
| - NK Brežice 1919 - ND Dravinja - NK Krško - NK Laško - NK Mons Claudius - NK Mozirje - NK Rogaška (TV) - NK Rudar Velenje - NK Šampion - NK Šmarje pri Jelšah - NK Šmartno - NK Žalec - NK Zreče                                                                                          | - NK Bitnje - NK Bled - NK Britof - NK Jesenice - NK Zarica Kranj - NK Kranjska Gora - NK Jezero Medvode - NK Polet Sveti Martin Muri - ŠD Preddvor - NK Sava Kranj - NK Šenčur - NK Škofja Loka - NK Šobec Lesce - NK Tržič 2012 - NK Triglav Kranj - NK Velesovo Cerklje - NK Visoko - NK Železniki - NK Žiri | - NK Bistrc - NK Jadran Dekani - NK Galeb Ankaran - MNK Izola - NK Jadran Hrpelje-Kozina - NK Komen - NK Korte - NK Košana - NK Tabor Sežana                                 | - NK Čentiba - NK Črenšovci - NK Dobrovnik - NK Graničar Lendava - NK Hotiza - NK Hungarikum Olimpija - NK Kobilje - NK Mostje - NK Nafta 1903 - NK Nafta 1903 veterani - NK Nedelica - NK Odranci - NK Panonija Gaberje - NK Polana - NK Srednja Bistrica - NK Turnišče | - NK Arne Tabor ’69 - NK Bela krajina - NK Brinje Grosuplje - NK Roltek Dob - NK Dragomer - NK Ihan - ND Ilirija 1911 - NK Ivančna Gorica - NK Jevnica - NK Kamnik - NK Kočevje - NK Kolpa - NK Komenda - NK Kresnice - NK Krka         | - NK Litija - NK Šentjernej - NK Svoboda Kisovec - NK IB 1975 Ljubljana - ŠD NK Ljubljana - ND Slovan Ljubljana - NK Šmartno Ljubljana - NK Svoboda Ljubljana - NK Viktorija Ljubljana - NK Termit Moravče - NK Trebnje - NK Rudar Trbovlje - NK Vir - NK Dren Vrhnika - NK Zagorje |
| MNZ Maribor (18) | MNZ Murska Sobota (25) | MNZ Murska Sobota (25) | MNZ Nova Gorica (10) | MNZ Ptuj (30) | MNZ Ptuj (30) |
| - NK Dobrovce - NK Duplek - NK Fužinar - NK Jurovski Dol - NK Koroška Dravograd - NK Korotan Prevalje - NK Lenart - NK Limbuš Pekre - NK Malečnik - ŠD Marjeta na Dravskem polju - NK Peca - NK Pohorje - NK Rače - NK Radlje - ŠD Rogoza - ŠD Starše - ŽNK MB Tabor - NK Tehnotim Pesnica | - NK Apače - ŠNK Bakovci - ND Beltinci - NK Bogojina - NK Cankova - NK Čarda Martjanci - ŠD Cven - NK Dokležovje - NK Gančani - NK Grad - NK Hodoš - ŠD Ižakovci - NK Kema Puconci | - NK Križevci - NK Lipa - NK Ljutomer - NK Radenska Slatina - NK Rakičan - NK Roma - ŠD NK Pušča - NK Serdica Goričanka - NK Središče - NK Tišina - NK Tromejnik - NK Veržej | - ND Adria - ND Bilje - NK Brda Dobrovo - ND Gorica - NK Idrija - ND Primorje - NK Renče - NK Tolmin - NK Vipava - NK Vodice Šempas | - ŠD Apače - NK Kety Emmi & Impol Bistrica - NK Bukovci - NK Cirkulane - ŠD Dornava - NK Drava Ptuj - NK Gerečja vas - NK Grajena ANpro - NK Gorišnica - NK Hajdina - NK Hajdoše - NK Leskovec - NK Makole - NK Markovci - NK Oplotnica | - NK Ormož - NK Podlehnik - NK Podvinci - NK Boč Poljčane - NK Polskava - NK Pragersko - NK Rogoznica - NK Slovenja vas - NK Skorba - NK Središče - NK Stojnci - NK Tržec - NK Videm - NK Zavrč - NK Zgornja Polskava                                                               |

## Vorrunde
Teilnehmer: 110 Teams ab der zweiten Liga abwärts.

### MNZ Celje
| Datum      |                      | Ergebnis |                  |
| ---------- | -------------------- | -------- | ---------------- |
| 28.08.2024 | NK Šmarje pri Jelšah | 0:8      | ND Dravinja      |
| 28.08.2024 | NK Mons Claudius     | 0:5      | NK Rudar Velenje |
| 03.09.2024 | NK Žalec             | 2:0      | NK Šampion       |

### MNZ Gorenjske Kranj
| Datum      |                            | Ergebnis        |                     |
| ---------- | -------------------------- | --------------- | ------------------- |
| 21.08.2024 | NK Škofja Loka             | 6:2             | NK Bled             |
| 21.08.2024 | NK Jesenice                | 6:0             | NK Sava Kranj       |
| 21.08.2024 | NK Šenčur                  | 1:1 (5:6 i. E.) | NK Velesovo Cerklje |
| 24.08.2024 | NK Polet Sveti Martin Muri | 1:0             | NK Visoko           |
| 24.08.2024 | NK Kranjska Gora           | 02:11           | ŠD Preddvor         |
| 25.08.2024 | NK Bitnje                  | 3:3 (3:5 i. E.) | NK Jezero Medvode   |
| 27.08.2024 | NK Britof                  | 1:3             | NK Triglav Kranj    |

### MNZ Koper
| Datum      |                          | Ergebnis |                  |
| ---------- | ------------------------ | -------- | ---------------- |
| 14.08.2024 | NK Komen                 | 0:5      | MNK Izola        |
| 14.08.2024 | NK Jadran Hrpelje-Kozina | 1:5      | NK Jadran Dekani |

### MNZ Lendava
| Datum      |                        | Ergebnis        |                     |
| ---------- | ---------------------- | --------------- | ------------------- |
| 11.08.2024 | NK Nafta 1903 veterani | 2:4             | NK Graničar Lendava |
| 11.08.2024 | NK Hotiza              | 2:2 (3:4 i. E.) | NK Polana           |
| 11.08.2024 | NK Dobrovnik           | 0:5             | NK Turnišče         |
| 18.08.2024 | NK Mostje              | 0:3             | NK Čentiba          |

### MNZ Ljubljana
| Datum      |                     | Ergebnis        |                        |
| ---------- | ------------------- | --------------- | ---------------------- |
| 13.08.2024 | NK Brinje Grosuplje | 1:1 (3:4 i. E.) | NK Krka                |
| 14.08.2024 | NK Termit Moravče   | 3:8             | NK Zagorje             |
| 14.08.2024 | NK Bela krajina     | 2:1             | NK Kočevje             |
| 14.08.2024 | NK Svoboda Kisovec  | 0:4             | ND Ilirija 1911        |
| 14.08.2024 | NK Kolpa            | 1:3             | NK Jevnica             |
| 14.08.2024 | NK Šentjernej       | 1:8             | NK Dren Vrhnika        |
| 14.08.2024 | NK Dragomer         | 2:5             | NK Litija              |
| 14.08.2024 | NK Ihan             | 0:9             | NK Svoboda Ljubljana   |
| 14.08.2024 | ND Slovan Ljubljana | 4:2             | NK Šmartno Ljubljana   |
| 20.08.2024 | NK Vir              | 0:3             | NK Roltek Dob          |
| 21.08.2024 | NK Trebnje          | 5:1             | NK Viktorija Ljubljana |
| 21.08.2024 | ŠD NK Ljubljana     | 0:2             | NK Arne Tabor ’69      |

### MNZ Maribor
| Datum      |                      | Ergebnis        |                              |
| ---------- | -------------------- | --------------- | ---------------------------- |
| 21.08.2024 | NK Radlje            | 00:13           | NK Dobrovce                  |
| 21.08.2024 | NK Limbuš Pekre      | 2:1             | NK Fužinar                   |
| 21.08.2024 | NK Koroška Dravograd | 0:4             | NK Korotan Prevalje          |
| 24.08.2024 | NK Malečnik          | 1:3             | ŠD Marjeta na Dravskem polju |
| 24.08.2024 | NK Duplek            | 0:7             | NK Rače                      |
| 24.08.2024 | NK Lenart            | 0:1             | NK Peca                      |
| 24.08.2024 | NK Tehnotim Pesnica  | 2:1             | ŠD Rogoza                    |
| 24.08.2024 | NK Pohorje           | 1:1 (2:4 i. E.) | NK Jurovski Dol              |

### MNZ Murska Sobota
| Datum      |                     | Ergebnis        |             |
| ---------- | ------------------- | --------------- | ----------- |
| 07.08.2024 | NK Kema Puconci     | 3:8             | NK Ljutomer |
| 09.08.2024 | NK Apače            | 1:2             | NK Hodoš    |
| 11.08.2024 | NK Lipa             | 2:5             | NK Veržej   |
| 11.08.2024 | NK Bogojina         | 3:0             | NK Rakičan  |
| 11.08.2024 | NK Gančani          | 0:0 (5:4 i. E.) | NK Grad     |
| 14.08.2024 | NK Radenska Slatina | 0:3             | ND Beltinci |

### MNZ Nova Gorica
| Datum      |                  | Ergebnis |           |
| ---------- | ---------------- | -------- | --------- |
| 13.08.2024 | NK Brda Dobrovo  | 00:3 1   | NK Tolmin |
| 14.08.2024 | NK Vodice Šempas | 1:4      | ND Bilje  |

### MNZ Ptuj
| Datum      |                     | Ergebnis        |                  |
| ---------- | ------------------- | --------------- | ---------------- |
| 20.08.2024 | NK Podlehnik        | 00:3 1          | ŠD Apače         |
| 20.08.2024 | NK Makole           | 1:1 (4:3 i. E.) | NK Markovci      |
| 20.08.2024 | NK Cirkulane        | 0:5             | NK Središče      |
| 20.08.2024 | NK Hajdoše          | 01:10           | NK Gerečja vas   |
| 21.08.2024 | NK Leskovec         | 00:3 1          | NK Stojnci       |
| 21.08.2024 | NK Skorba           | 0:2             | NK Bukovci       |
| 21.08.2024 | NK Rogoznica        | 4:2             | NK Grajena ANpro |
| 21.08.2024 | NK Oplotnica        | 0:4             | NK Tržec         |
| 21.08.2024 | NK Polskava         | 0:6             | NK Boč Poljčane  |
| 22.08.2024 | ŠD Dornava          | 2:5             | NK Pragersko     |
| 22.08.2024 | NK Zgornja Polskava | 4:0             | ŠD Slovena vas   |

## 1. Runde
Teilnehmer: Die 55 Sieger der Vorrunde, 60 weitere Teams ab der 2. Liga abwärts (einschließlich Titelverteidiger NK Rogaška) und fünf Erstligisten, die nicht an europäischen Wettbewerben teilnahmen.

### MNZ Celje
| Datum      |                 | Ergebnis |                  |
| ---------- | --------------- | -------- | ---------------- |
| 10.09.2024 | NK Rogaška      | 0:2      | ND Dravinja      |
| 10.09.2024 | NK Laško        | 2:7      | NK Krško         |
| 10.09.2024 | NK Mozirje      | 4:2      | NK Žalec         |
| 11.09.2024 | NK Zreče        | 0:3      | NK Rudar Velenje |
| 11.09.2024 | NK Brežice 1919 | 8:1      | NK Šmartno       |

### MNZ Gorenjske Kranj
| Datum      |                            | Ergebnis |                     |
| ---------- | -------------------------- | -------- | ------------------- |
| 03.09.2024 | ŠD Preddvor                | 1:0      | NK Šobec Lesce      |
| 04.09.2024 | NK Škofja Loka             | 1:2      | NK Žiri             |
| 04.09.2024 | NK Polet Sveti Martin Muri | 7:2      | NK Tržič 2012       |
| 04.09.2024 | NK Železniki               | 5:3      | NK Jezero Medvode   |
| 04.09.2024 | NK Zarica Kranj            | 1:3      | NK Velesovo Cerklje |
| 11.09.2024 | NK Triglav Kranj           | 4:0      | NK Jesenice         |

### MNZ Koper
| Datum      |                  | Ergebnis |                  |
| ---------- | ---------------- | -------- | ---------------- |
| 28.08.2024 | NK Bistr         | 00:10    | NK Jadran Dekani |
| 28.08.2024 | NK Galeb Ankaran | 0:6      | FC Koper         |
| 28.08.2024 | NK Košana        | 0:3      | NK Tabor Sežana  |
| 28.08.2024 | NK Korte         | 0:2      | MNK Izola        |

### MNZ Lendava
| Datum      |                        | Ergebnis        |                     |
| ---------- | ---------------------- | --------------- | ------------------- |
| 28.08.2024 | NK Črenšovci           | 0:3             | NK Odranci          |
| 28.08.2024 | NK Kobilje             | 0:9             | NK Turnišče         |
| 28.08.2024 | NK Panonija Gaberje    | 00:11           | NK Polana           |
| 29.08.2024 | NK Nedelica            | 01:12           | NK Srednja Bistrica |
| 29.08.2024 | NK Graničar Lendava    | 0:0 (5:4 i. E.) | NK Čentiba          |
| 04.09.2024 | NK Hungarikum Olimpija | 0:8             | NK Nafta 1903       |

### MNZ Ljubljana
| Datum      |                      | Ergebnis        |                      |
| ---------- | -------------------- | --------------- | -------------------- |
| 27.08.2024 | NK Dren Vrhnika      | 8:0             | NK Komenda           |
| 27.08.2024 | NK Rudar Trbovlje    | 0:5             | NK Domžale           |
| 28.08.2024 | NK Arne Tabor ’69    | 0:5             | ND Ilirija 1911      |
| 28.08.2024 | NK Jevnica           | 1:0             | NK Ivančna Gorica    |
| 28.08.2024 | NK IB 1975 Ljubljana | 1:5             | NK Krka              |
| 28.08.2024 | NK Radomlje          | 14:00           | NK Zagorje           |
| 28.08.2024 | NK Litija            | 1:0             | NK Kresnice          |
| 28.08.2024 | NK Bela krajina      | 2:2 (5:4 i. E.) | NK Svoboda Ljubljana |
| 28.08.2024 | NK Trebnje           | 0:3             | ND Slovan Ljubljana  |
| 28.08.2024 | NK Kamnik            | 2:7             | NK Roltek Dob        |

### MNZ Maribor
| Datum      |                              | Ergebnis        |                     |
| ---------- | ---------------------------- | --------------- | ------------------- |
| 04.09.2024 | NK Tehnotim Pesnica          | 2:2 (4:3 i. E.) | ŠD Starše           |
| 04.09.2024 | NK Limbuš Pekre              | 1:4             | NK Dobrovce         |
| 04.09.2024 | NK Rače                      | 3:1             | NK Korotan Prevalje |
| 04.09.2024 | ŠD Marjeta na Dravskem polju | 1:1 (6:5 i. E.) | NK Peca             |
| 04.09.2024 | ŽNK MB Tabor                 | 3:2             | NK Jurovski Dol     |

### MNZ Murska Sobota
| Datum      |                      | Ergebnis        |                    |
| ---------- | -------------------- | --------------- | ------------------ |
| 28.08.2024 | NK Serdica Goričanka | 0:8             | NK Dokležovje      |
| 28.08.2024 | NK Hodoš             | 0:0 (7:6 i. E.) | ŠD Ižakovci        |
| 28.08.2024 | ŠNK Bakovci          | 03:0 1          | NK Roma            |
| 28.08.2024 | NK Veržej            | 0:9             | NŠ Mura            |
| 28.08.2024 | NK Tišina            | 3:2             | NK Cankova         |
| 28.08.2024 | NK Bogojina          | 3:1             | NK Tromejnik       |
| 28.08.2024 | NK Gančani           | 0:4             | NK Ljutomer        |
| 28.08.2024 | ŠD NK Pušča          | 5:4             | NK Središče        |
| 28.08.2024 | ŠD Cven              | 0:8             | ND Beltinci        |
| 28.08.2024 | NK Križevci          | 0:6             | NK Čarda Martjanci |

### MNZ Nova Gorica
| Datum      |           | Ergebnis        |             |
| ---------- | --------- | --------------- | ----------- |
| 28.08.2024 | NK Idrija | 1:2             | NK Tolmin   |
| 28.08.2024 | ND Adria  | 1:0             | NK Vipava   |
| 28.08.2024 | NK Renče  | 0:2             | ND Bilje    |
| 28.08.2024 | ND Gorica | 1:1 (4:2 i. E.) | ND Primorje |

### MNZ Ptuj
| Datum      |                     | Ergebnis        |                               |
| ---------- | ------------------- | --------------- | ----------------------------- |
| 03.09.2024 | NK Gerečja vas      | 03:0 1          | NK Aluminij                   |
| 03.09.2024 | NK Makole           | 1:1 (4:5 i. E.) | NK Drava Ptuj                 |
| 03.09.2024 | NK Središče         | 0:3             | NK Videm                      |
| 03.09.2024 | ŠD Apače            | 1:0             | NK Ormož                      |
| 03.09.2024 | NK Tržec            | 0:9             | NK Zavrč                      |
| 04.09.2024 | NK Zgornja Polskava | 0:1             | NK Stojnci                    |
| 04.09.2024 | NK Bukovci          | 3:3 (3:4 i. E.) | NK Podvinci                   |
| 04.09.2024 | NK Rogoznica        | 3:5             | NK Hajdina                    |
| 04.09.2024 | NK Gorišnica        | 4:3             | NK Boč Poljčane               |
| 04.09.2024 | NK Pragersko        | 0:6             | NK Kety Emmi & Impol Bistrica |

## 2. Runde
Teilnehmer: Die 60 Sieger der 1. Runde und die vier Erstligisten, die Slowenien bei europäischen Wettbewerben vertreten haben.

### MNZ Celje
| Datum      |             | Ergebnis |                  |
| ---------- | ----------- | -------- | ---------------- |
| 25.09.2024 | ND Dravinja | 0:3      | NK Celje         |
| 25.09.2024 | NK Krško    | 1:3      | NK Rudar Velenje |
| 25.09.2024 | NK Mozirje  | 0:4      | NK Brežice 1919  |

### MNZ Gorenjske Kranj
| Datum      |                     | Ergebnis |                            |
| ---------- | ------------------- | -------- | -------------------------- |
| 17.09.2024 | NK Velesovo Cerklje | 2:0      | NK Polet Sveti Martin Muri |
| 18.09.2024 | ŠD Preddvor         | 5:0      | NK Žiri                    |
| 18.09.2024 | NK Železniki        | 0:5      | NK Triglav Kranj           |

### MNZ Koper
| Datum      |                  | Ergebnis |                 |
| ---------- | ---------------- | -------- | --------------- |
| 18.09.2024 | NK Jadran Dekani | 0:6      | FC Koper        |
| 25.09.2024 | MNK Izola        | 0:1      | NK Tabor Sežana |

### MNZ Lendava
| Datum      |                     | Ergebnis |               |
| ---------- | ------------------- | -------- | ------------- |
| 18.09.2024 | NK Srednja Bistrica | 1:3      | NK Turnišče   |
| 18.09.2024 | NK Graničar Lendava | 1:2      | NK Nafta 1903 |
| 18.09.2024 | NK Polana           | 9:0      | NK Odranci    |

### MNZ Ljubljana
| Datum      |                 | Ergebnis        |                       |
| ---------- | --------------- | --------------- | --------------------- |
| 18.09.2024 | NK Litija       | 0:1             | ND Ilirija 1911       |
| 18.09.2024 | NK Bela krajina | 2:1             | ND Slovan Ljubljana   |
| 18.09.2024 | NK Jevnica      | 0:3             | NK Dren Vrhnika       |
| 18.09.2024 | NK Bravo        | 5:0             | NK Krka               |
| 24.09.2024 | NK Roltek Dob   | 0:0 (2:4 i. E.) | NK Radomlje           |
| 25.09.2024 | NK Domžale      | 0:3             | NK Olimpija Ljubljana |

### MNZ Maribor
| Datum      |                              | Ergebnis |                     |
| ---------- | ---------------------------- | -------- | ------------------- |
| 18.09.2024 | NK Rače                      | 2:0      | NK Tehnotim Pesnica |
| 18.09.2024 | NK Dobrovce                  | 5:2      | ŽNK MB Tabor        |
| 25.09.2024 | ŠD Marjeta na Dravskem polju | 0:4      | NK Maribor          |

### MNZ Murska Sobota
| Datum      |               | Ergebnis |                    |
| ---------- | ------------- | -------- | ------------------ |
| 17.09.2024 | NK Dokležovje | 1:0      | NK Ljutomer        |
| 18.09.2024 | NK Bogojina   | 0:4      | NŠ Mura            |
| 18.09.2024 | ŠNK Bakovci   | 0:4      | NK Čarda Martjanci |
| 18.09.2024 | ŠD NK Pušča   | 0:5      | ND Beltinci        |
| 18.09.2024 | NK Tišina     | 0:8      | NK Hodoš           |

### MNZ Nova Gorica
| Datum      |           | Ergebnis |           |
| ---------- | --------- | -------- | --------- |
| 18.09.2024 | ND Adria  | 1:3      | NK Tolmin |
| 25.09.2024 | ND Gorica | 0:1      | ND Bilje  |

### MNZ Ptuj
| Datum      |              | Ergebnis |                               |
| ---------- | ------------ | -------- | ----------------------------- |
| 24.09.2024 | ŠD Apače     | 0:5      | NK Kety Emmi & Impol Bistrica |
| 24.09.2024 | NK Hajdina   | 0:4      | NK Aluminij                   |
| 24.09.2024 | NK Videm     | 2:0      | NK Podvinci                   |
| 25.09.2024 | NK Stojnci   | 1:2      | NK Zavrč                      |
| 25.09.2024 | NK Gorišnica | 1:5      | NK Drava Ptuj                 |

## 3. Runde
| Datum      |                     | Ergebnis  |                               |
| ---------- | ------------------- | --------- | ----------------------------- |
| 29.10.2024 | ND Beltinci         | 4:0       | NK Triglav Kranj              |
| 29.10.2024 | NK Dren Vrhnika     | 1:3       | NK Kety Emmi & Impol Bistrica |
| 30.10.2024 | ND Bilje            | 1:2 n. V. | FC Koper                      |
| 30.10.2024 | NK Rače             | 3:2       | NK Brežice 1919               |
| 30.10.2024 | NK Velesovo Cerklje | 1:3       | NK Čarda Martjanci            |
| 30.10.2024 | NK Hodoš            | 0:8       | NK Celje                      |
| 30.10.2024 | NK Radomlje         | 1:2       | NK Olimpija Ljubljana         |
| 30.10.2024 | NK Tolmin           | 0:2       | NK Bravo                      |
| 30.10.2024 | ŠD Preddvor         | 1:2       | NK Maribor                    |
| 30.10.2024 | NK Rudar Velenje    | 1:2       | NK Aluminij                   |
| 30.10.2024 | NŠ Mura             | 9:0       | NK Zavrč                      |
| 31.10.2024 | NK Turnišče         | 0:1       | ND Ilirija 1911               |
| 31.10.2024 | NK Videm            | 0:3       | NK Nafta 1903                 |
| 31.10.2024 | NK Dokležovje       | 2:4       | NK Dobrovce                   |
| 31.10.2024 | NK Bela krajina     | 1:0       | NK Polana                     |
| 31.10.2024 | NK Tabor Sežana     | 1:0       | NK Drava Ptuj                 |

## Achtelfinale
| Datum      |                       | Ergebnis |                               |
| ---------- | --------------------- | -------- | ----------------------------- |
| 26.02.2025 | NK Olimpija Ljubljana | 3:0      | ND Ilirija 1911               |
| 26.02.2025 | NK Celje              | 3:2      | NK Tabor Sežana               |
| 26.02.2025 | NŠ Mura               | 0:1      | FC Koper                      |
| 04.03.2025 | NK Maribor            | 2:0      | NK Aluminij                   |
| 05.03.2025 | NK Dobrovce           | 0:3      | NK Kety Emmi & Impol Bistrica |
| 05.03.2025 | NK Čarda Martjanci    | 1:2      | NK Nafta 1903                 |
| 05.03.2025 | NK Bravo              | 7:0      | NK Rače                       |
| 06.03.2025 | ND Beltinci           | 10:0     | NK Bela krajina               |

## Viertelfinale
| Datum      |                               | Ergebnis        |             |
| ---------- | ----------------------------- | --------------- | ----------- |
| 01.04.2025 | NK Kety Emmi & Impol Bistrica | 0:2             | FC Koper    |
| 02.04.2025 | NK Nafta 1903                 | 2:2 (4:5 i. E.) | NK Bravo    |
| 02.04.2025 | NK Maribor                    | 0:1             | NK Celje    |
| 03.04.2025 | NK Olimpija Ljubljana         | 5:2             | ND Beltinci |

## Halbfinale
| Datum      |          | Ergebnis |                       |
| ---------- | -------- | -------- | --------------------- |
| 23.04.2025 | FC Koper | 3:0      | NK Bravo              |
| 24.04.2025 | NK Celje | 2:1      | NK Olimpija Ljubljana |

## Finale
| Paarung        | FC Koper – NK Celje |
| Ergebnis       | 0:4 (0:3) |
| Datum          | 14. Mai 2025 um 20:00 Uhr |
| Stadion        | Stadion Stožice, Ljubljana |
| Zuschauer      | 6.108 |
| Schiedsrichter | Slavko Vinčić 1 (Maribor) |
| Tore           | 0:1 Svit Sešlar (26.) 0:2 Aljoša Matko (30.) 0:3 Nikita Iossifow (41.) 0:4 Aljoša Matko (81.) |
| FC Koper       | Metod Jurhar – Veljko Mijailović, Maj Mittendorfer , Ahmed Sidibé, Felipe Curcio – Toni Domgjoni, Fran Tomek (70. Jean-Pierre Longonda) – Kamil Manseri (82. Damjan Bohar), Denis Popović (46. Sandro Jovanović), Omar El Manssouri (70. Isaac Matondo) – Tomi Jurić (76. Deni Jurić) Cheftrainer: Slaviša Stojanovič                            |
| NK Celje       | Ricardo Silva – Žan Karničnik , Damjan Vuklišević, Klemen Nemanič (75. Artemijus Tutyškinas), Juanjo Nieto (90. Łukasz Bejger) – Mark Zabukovnik (90. Íñigo Eguaras) – Logan Delaurier-Chaubet (56. Mario Kvesić), Svit Sešlar, Tamar Svetlin, Nikita Iossifow (90. Anomnachi Chinasa Chidi) – Aljoša Matko Cheftrainer: Albert Riera ( Spanien) |
| Gelbe Karten   | Tomi Jurić (72.), Ahmed Sidibé (83.), Jean-Pierre Longonda (90.+1') – Klemen Nemanič (73.), Mario Kvesić (85.), Tamar Svetlin (85.) |
| Platzverweise  | Felipe Curcio (85.) – keine |